# Radio au Tchad
Pour un article plus général, voir Médias au Tchad.
La radio au Tchad est un type de média au Tchad. Depuis l'ouverture démocratique du pays en 1990, la radio d'État (Radiodiffusion nationale tchadienne (en)) n'a plus le monopole de l'information, et plusieurs dizaines de stations de radio sont apparues, dont des radios catholiques ou encore une radio créée par des défenseurs des droits humains. La pratique du journalisme y reste toutefois risquée.

## Histoire de la radio au Tchad
Le démarrage du processus démocratique en 1990 a permis l'émergence de médias ayant une relative indépendance, bien que la pratique du journalisme y demeure risquée. En 2023, on dénombre autour de soixante stations de radio dans le pays.

## Liste de stations de radio au Tchad
- Radio publique :
  - Radiodiffusion nationale tchadienne (en) – RNT, N'Djamena (1955), FM 94.05[2]
- Radios catholiques :
  - La Voix du Paysan, Doba (1997), FM 96.2[3]
  - Radio Duji Lokar et Radio Étoile de Matin, Moundou (2000), FM 101.8[4]
  - Radio Terre Nouvelle, Bongor (2000), FM 99.4[5]
  - Radio Lotiko, Sarh (2001), FM 97.6[6].
  - Radio Arc-en-Ciel, N'Djamena (2005), FM 87.6
  - Radio Effata, Laï (2005), FM 98.0
- Autres radios :
  - Hagui FM, N'Djamena 
  - Dja FM, N'Djamena (1999), FM 96.9[2]
  - Radio FM Liberté, N'Djamena (2000) FM 105.3[2]. La radio est créée par des défenseurs des droits humains[1].
  - Radio Oxygène, N'Djamena (2017), FM 96.3
  - Radio Brakoss, Moïssala, FM 98.10[6]
  - Radio ADMC, Abéché, FM 95.00[7]
  - Radio Ndjimi de Mao